# Аварійний запас
Аварійний запас — запас матеріалів, палива або устаткування, що його створюють на підприємствах, щоб запобігти можливим зупинкам виробництва через перебої в постачанні та для ліквідації аварій. Аварійний запас розраховують, як правило, на таку кількість годин чи днів роботи підприємства, яка потрібна, щоб доставити чергову партію палива чи матеріалів або усунути аварію. Наприклад, на водоочисній станції системи підтримування пластового тиску створюють буферні ємності для резерву води, що забезпечує шестигодинну безперервність водопостачання при ремонтних зупинках або аваріях (поривах водоводів і т.д.).
Норма запасу (маркетинг) — мінімальна кількість матеріальних ресурсів, що забезпечує безперервність виробництва й обігу.